# Odontosyllis ctenostoma
Odontosyllis ctenostoma är en ringmaskart som beskrevs av Jean Louis René Antoine Édouard Claparède 1868. Odontosyllis ctenostoma ingår i släktet Odontosyllis och familjen Syllidae. Arten har ej påträffats i Sverige. Inga underarter finns listade i Catalogue of Life.